# Représentations diplomatiques de la Serbie

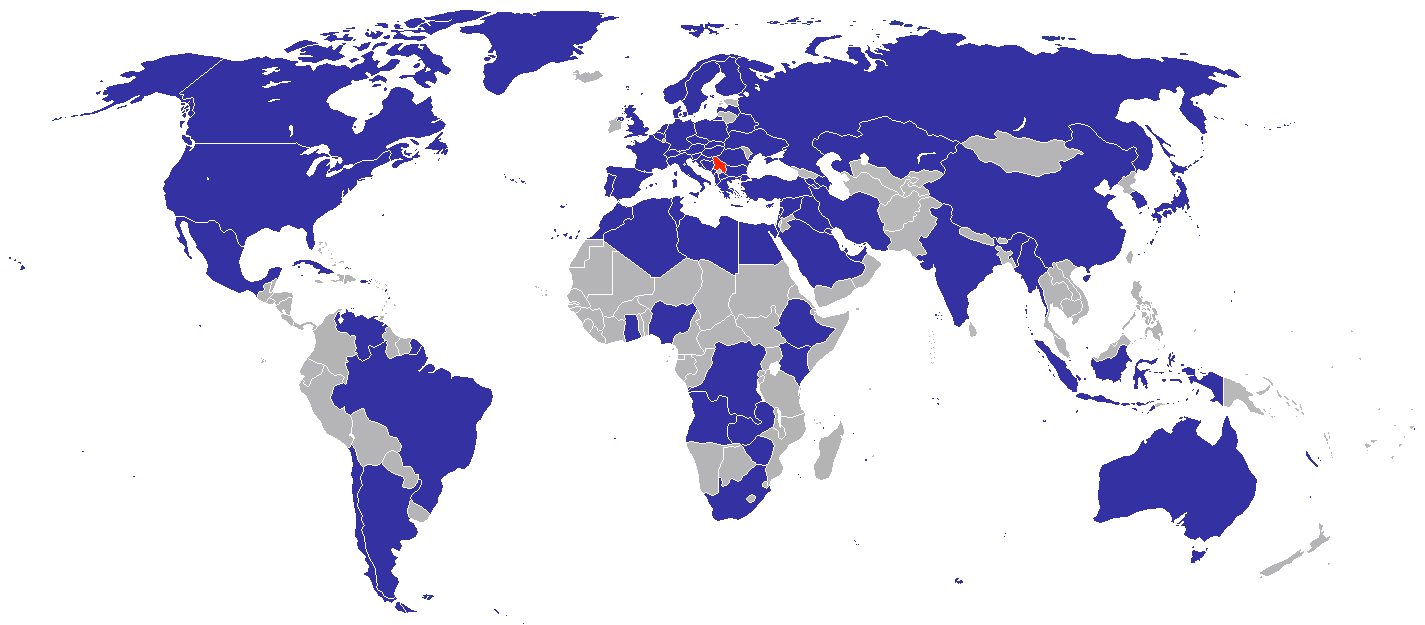
Pays disposant d'une ambassade de Serbie en septembre 2012.
Serbie
Ambassade de Serbie

La Serbie est représentée dans le monde grâce à ses missions diplomatiques.
Le pays dispose d'un réseau de 68 ambassades et 23 consulats généraux ou consulats ; elle est également présente par l'intermédiaire de 67 consuls honoraires, présents dans 55 pays.
En outre, la Serbie dispose de 7 missions diplomatiques permanentes : au Conseil de l'Europe, auprès de l'Union européenne, à l'OTAN, auprès de l'Organisation pour la sécurité et la coopération en Europe, aux Nations unies à New York, aux Nations unies à Genève et à l'UNESCO.

## Ambassades et consulats de la Serbie
La liste qui suit est à jour à la date du 3 juillet 2013.

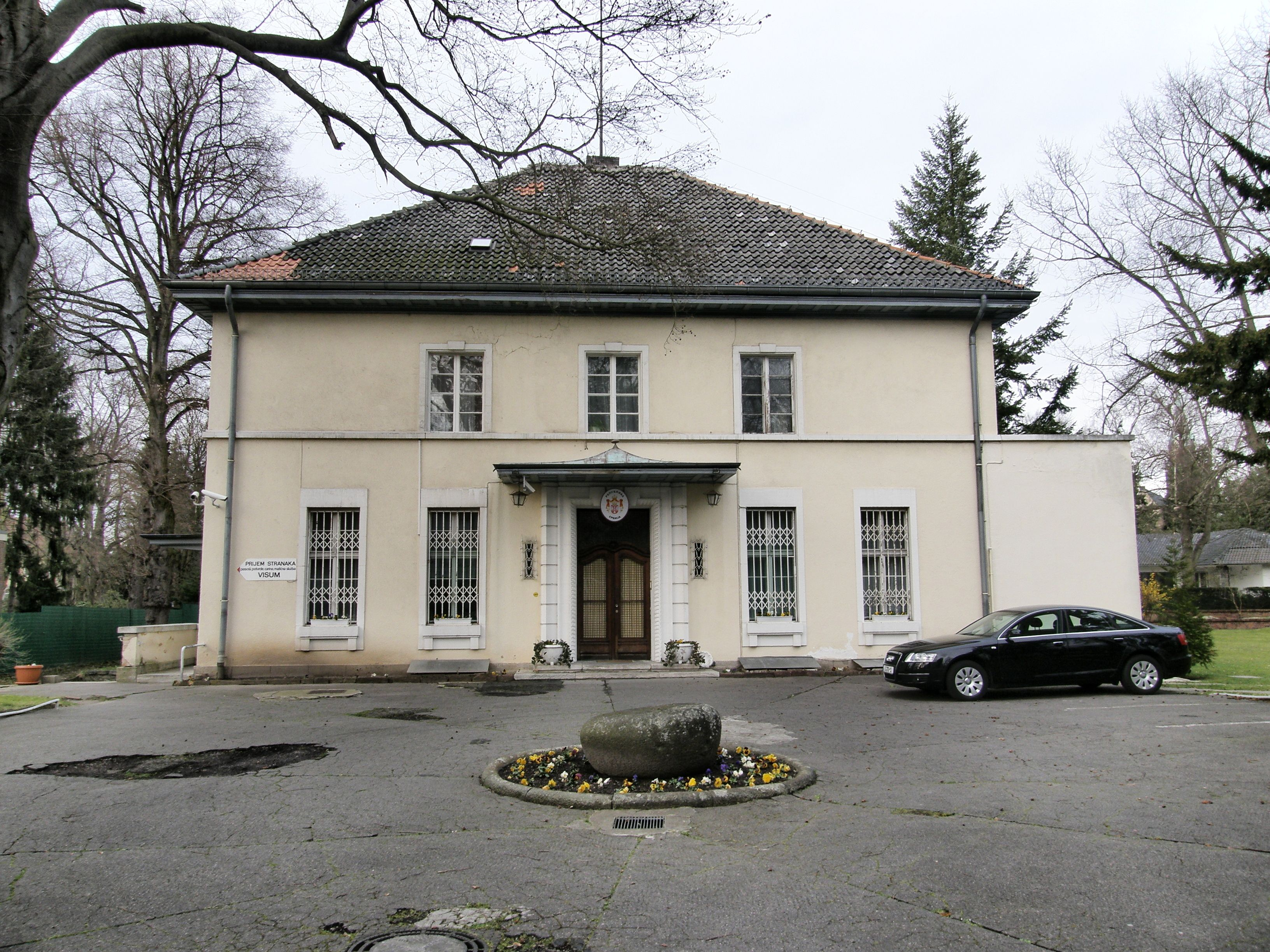
L'ambassade de Serbie à Berlin.

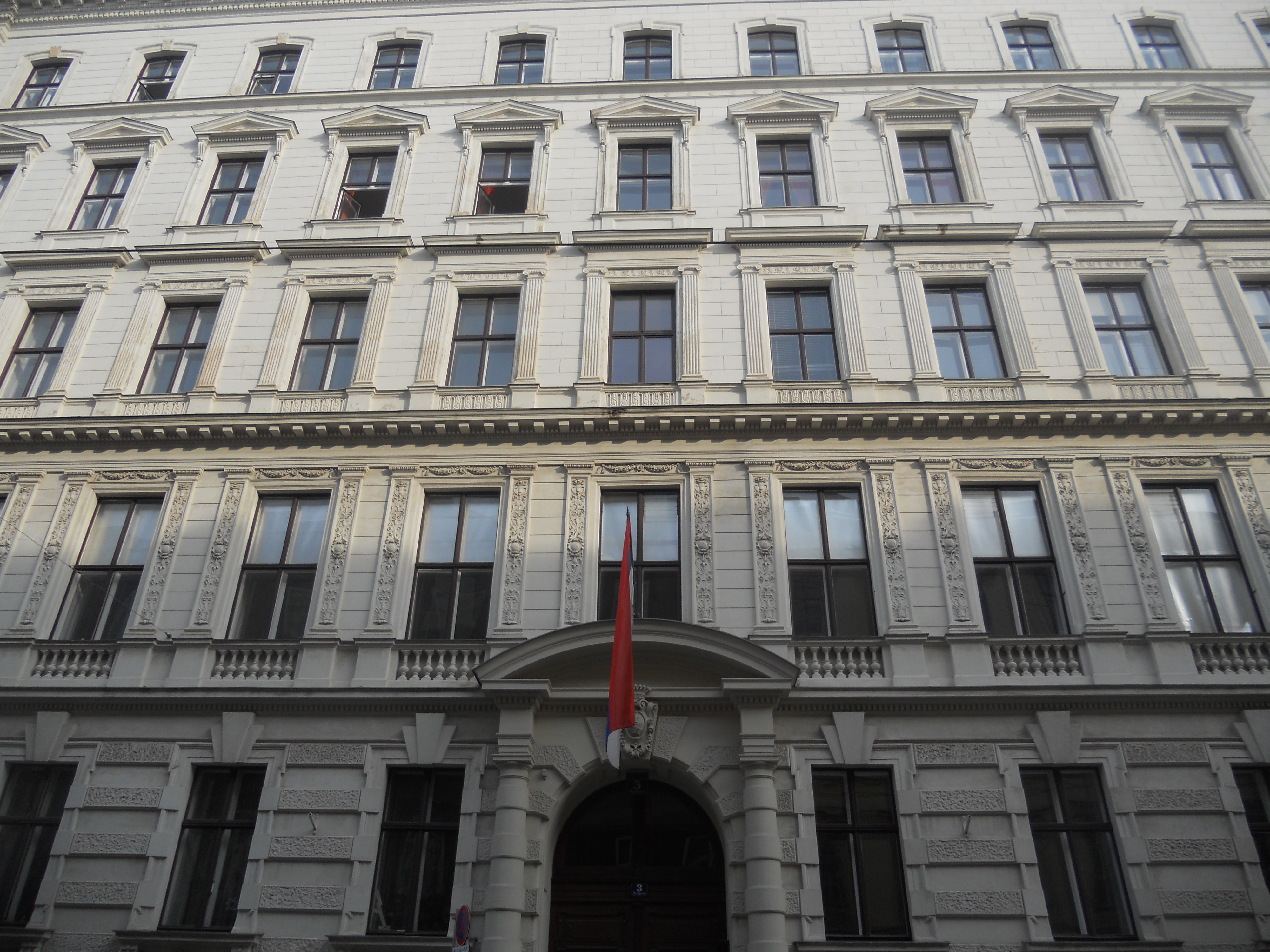
L'ambassade de Serbie à Vienne.

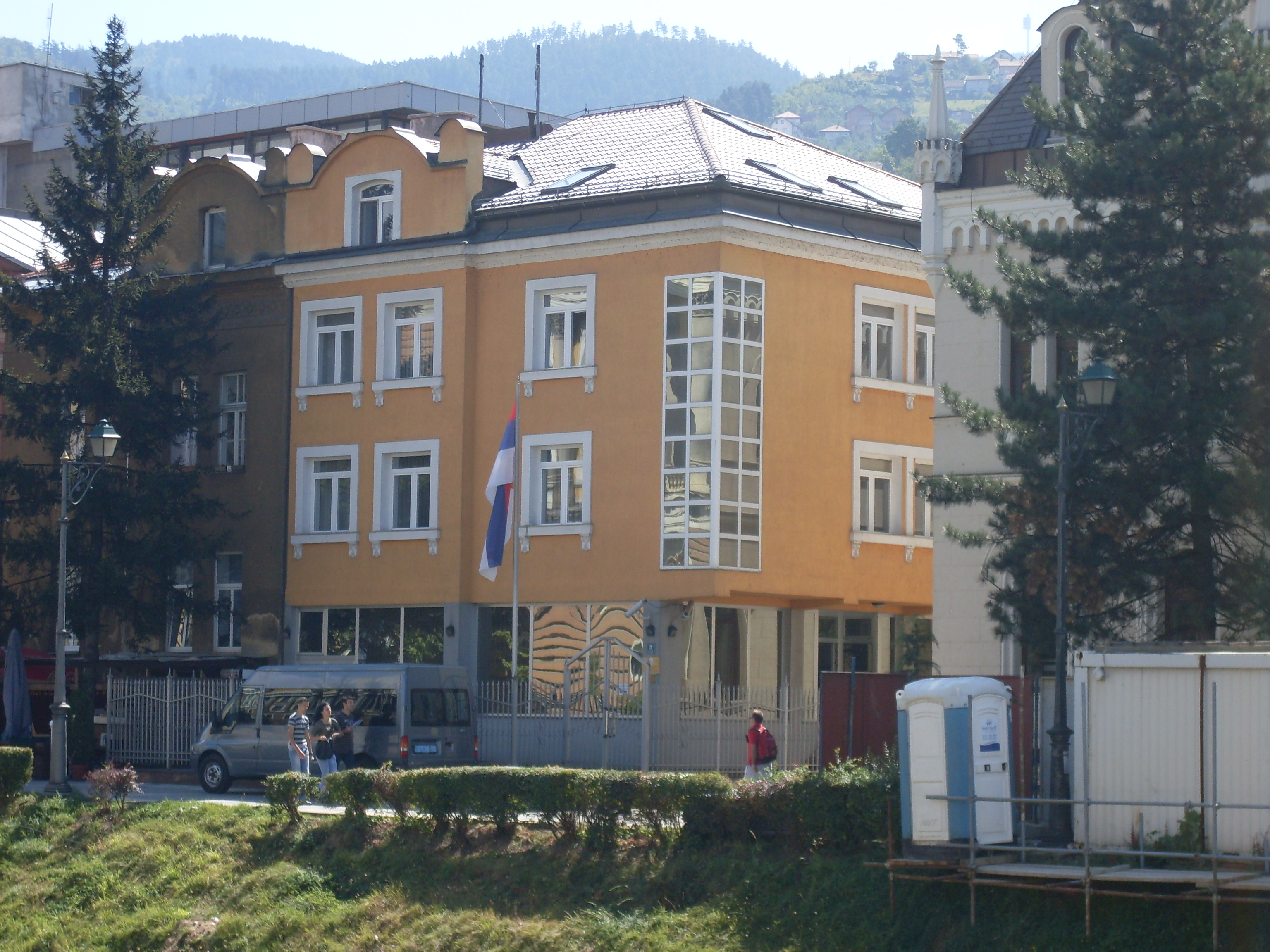
L'ambassade de Serbie à Sarajevo.

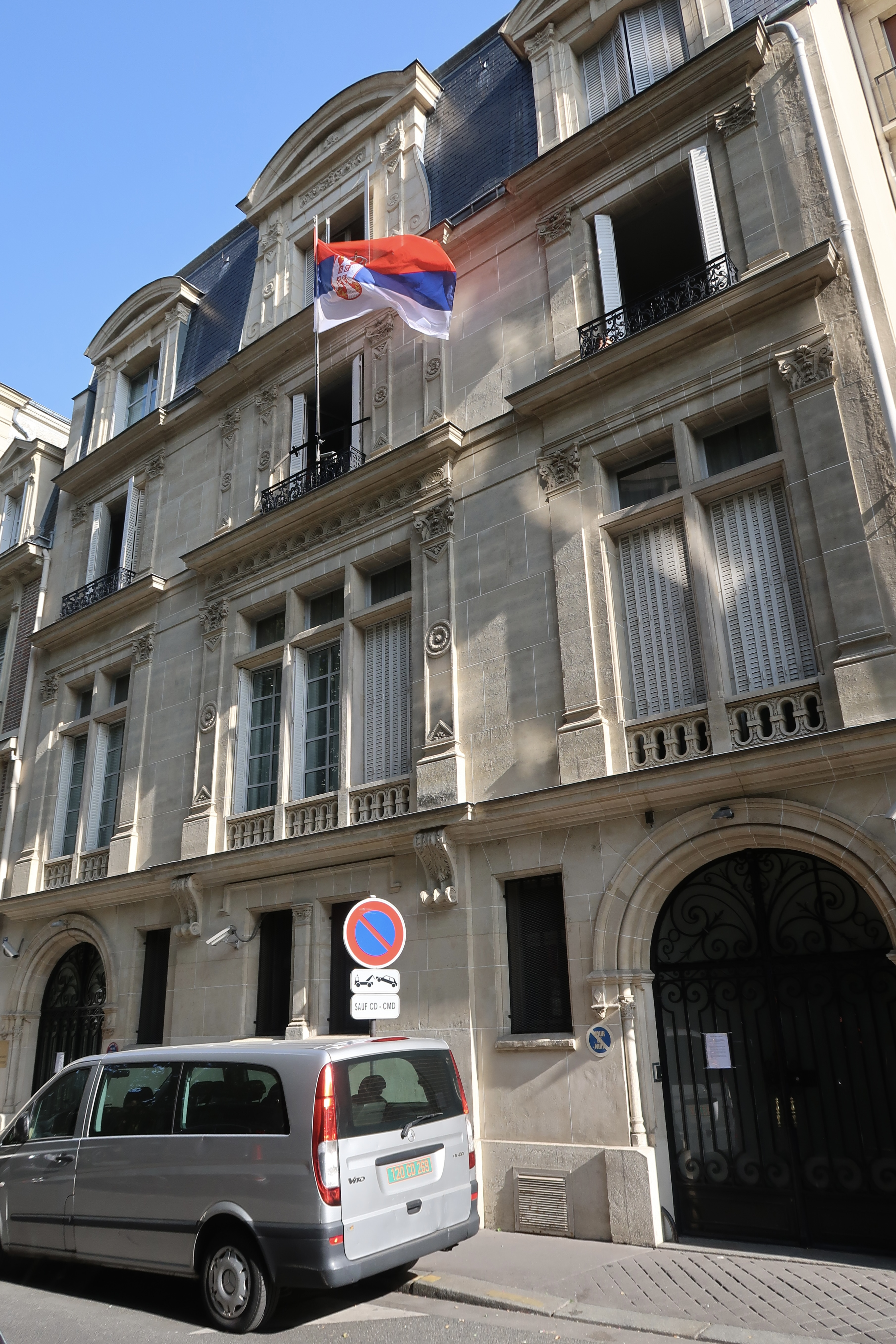
L'ambassade de Serbie à Paris.

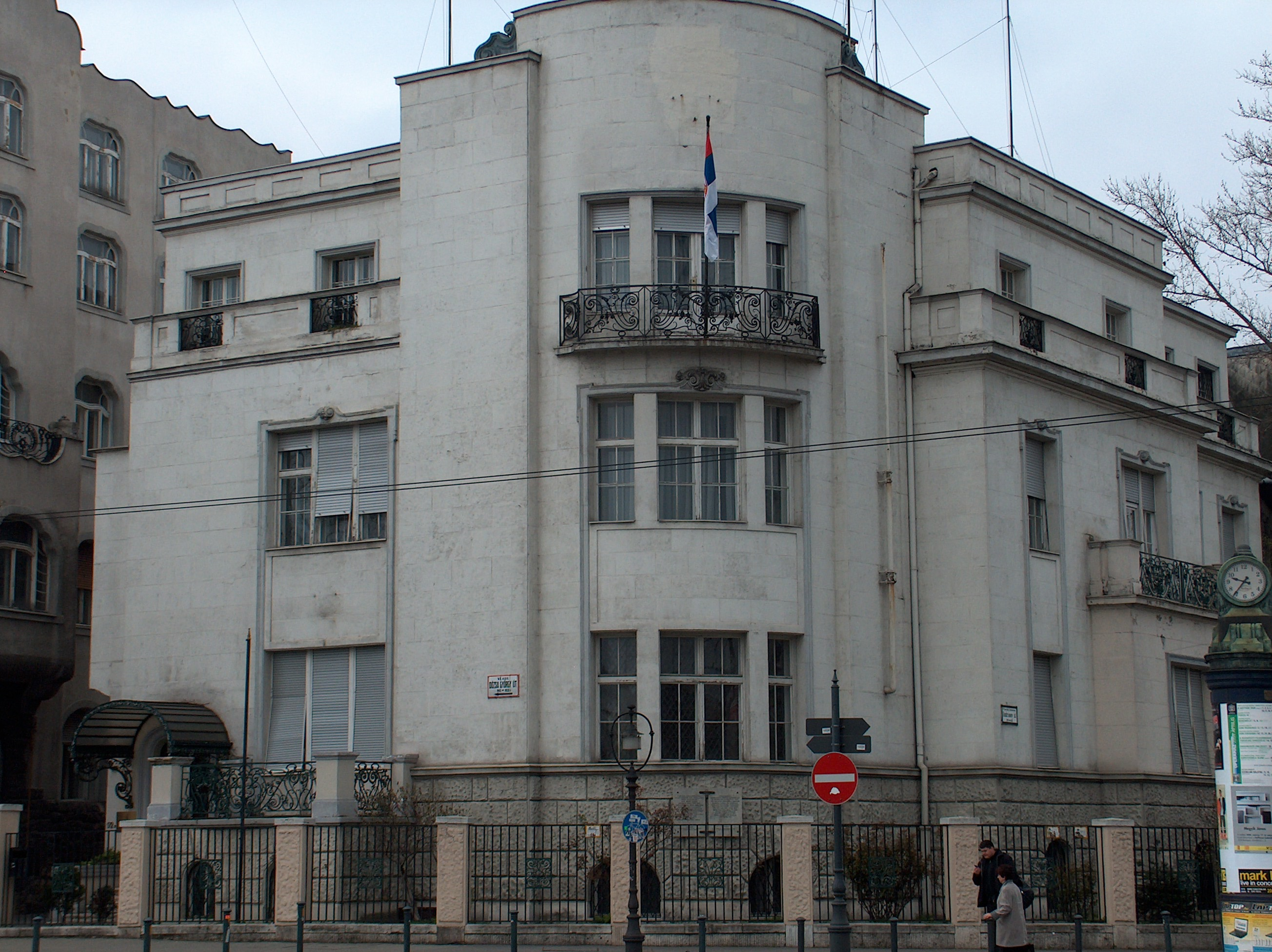
L'ambassade de Serbie à Budapest.

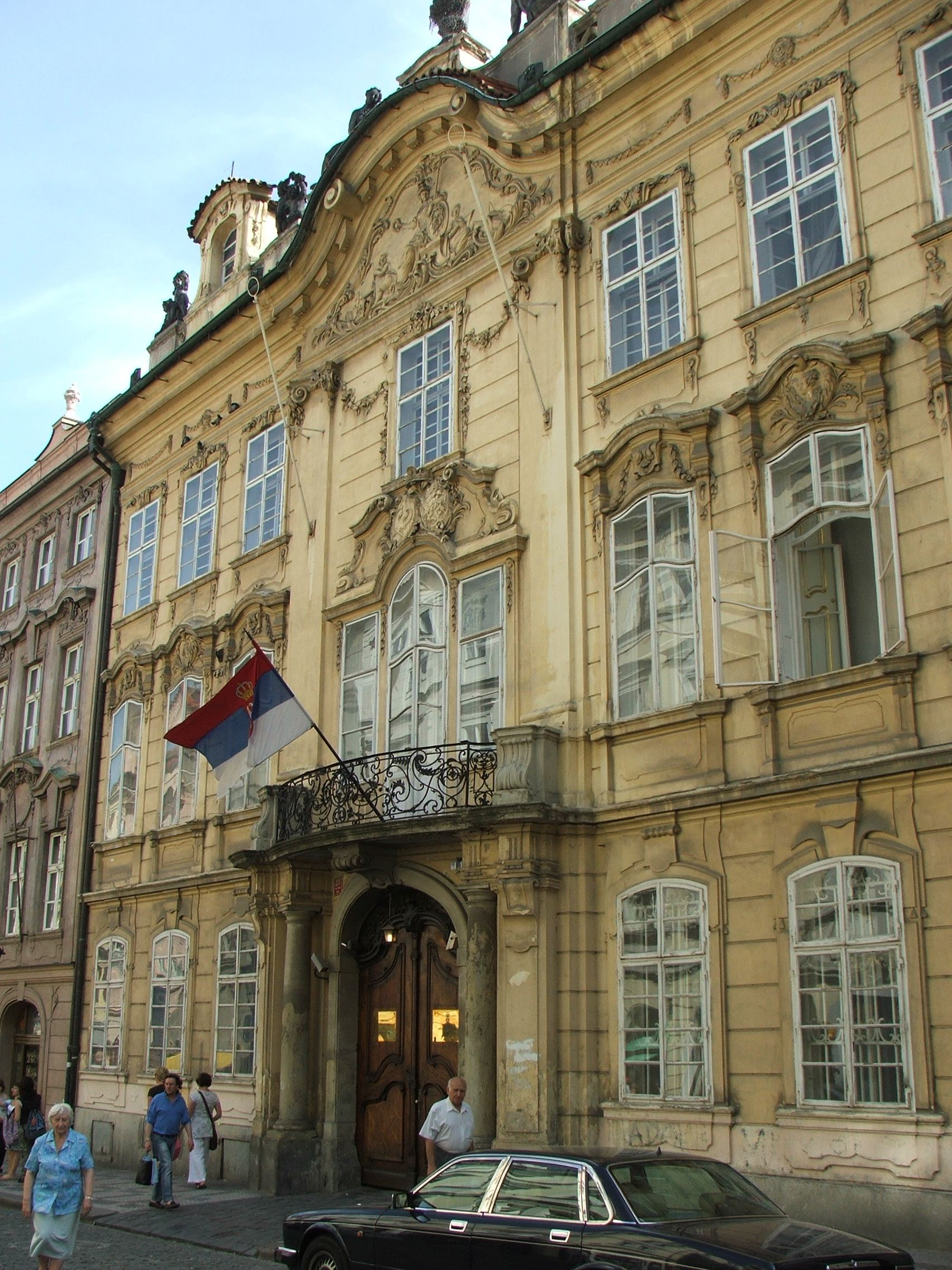
L'ambassade de Serbie à Prague.

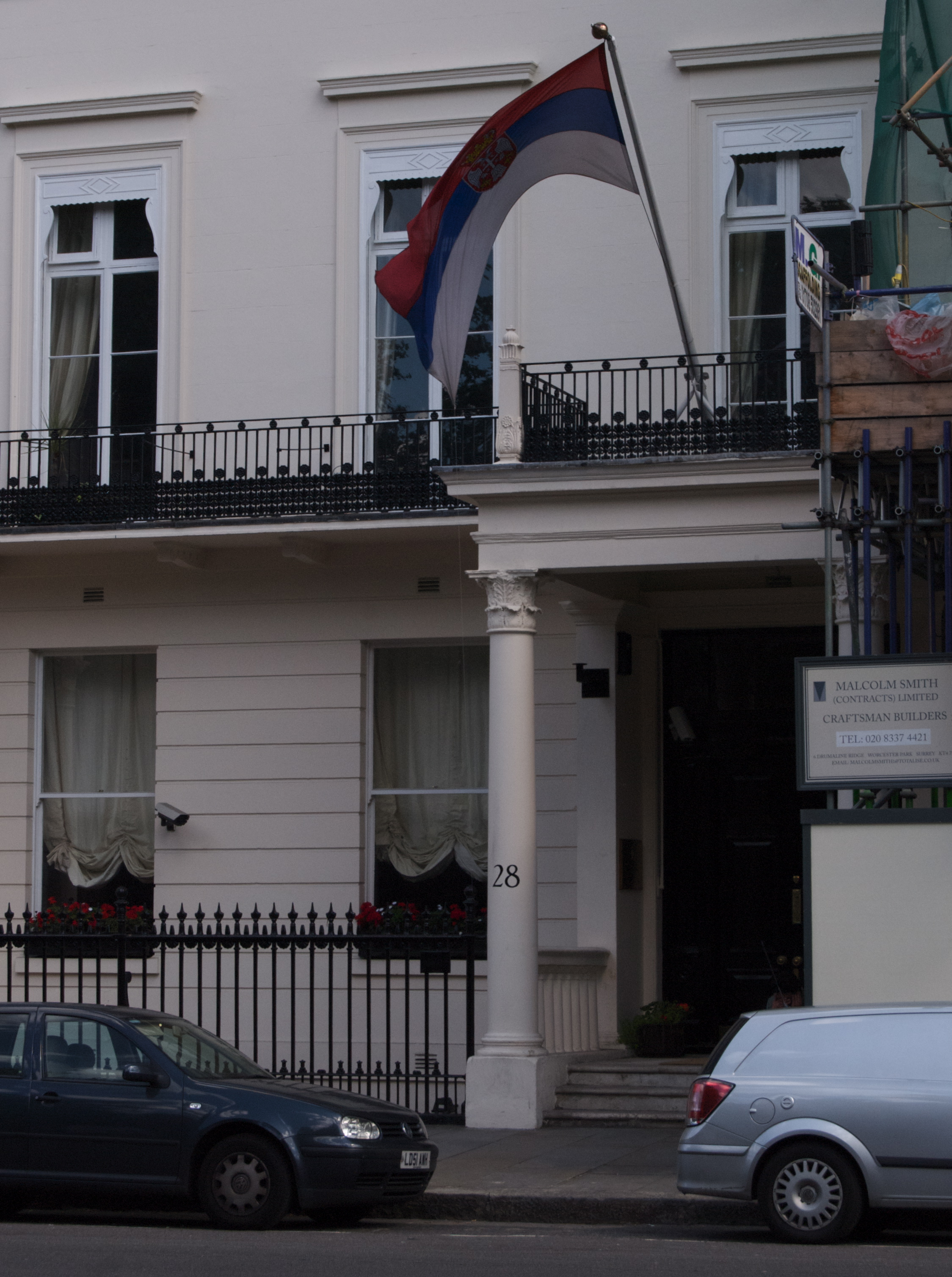
L'ambassade de Serbie à Londres.

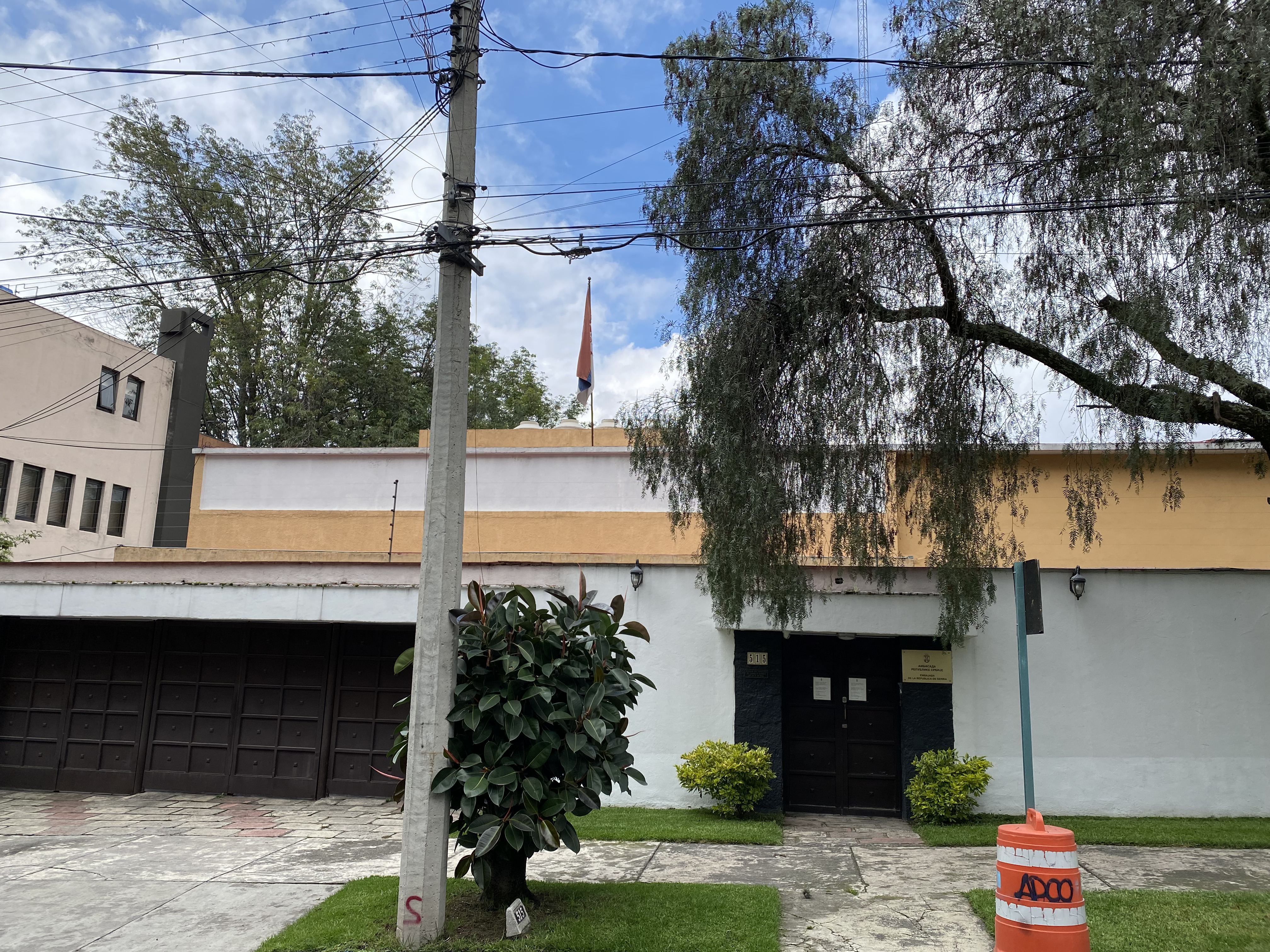
L'ambassade de Serbie à Mexico.

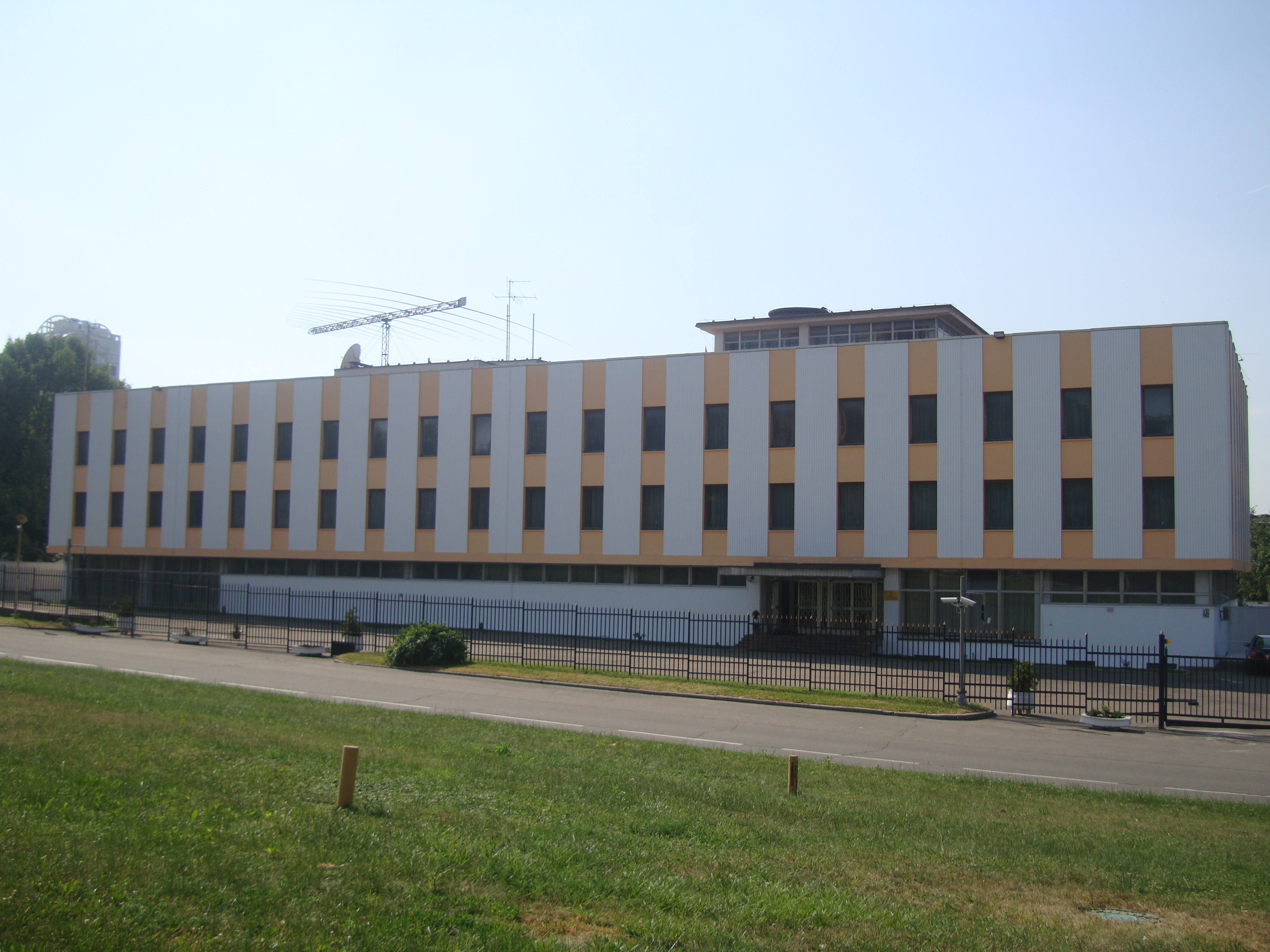
L'ambassade Serbie à Moscou.

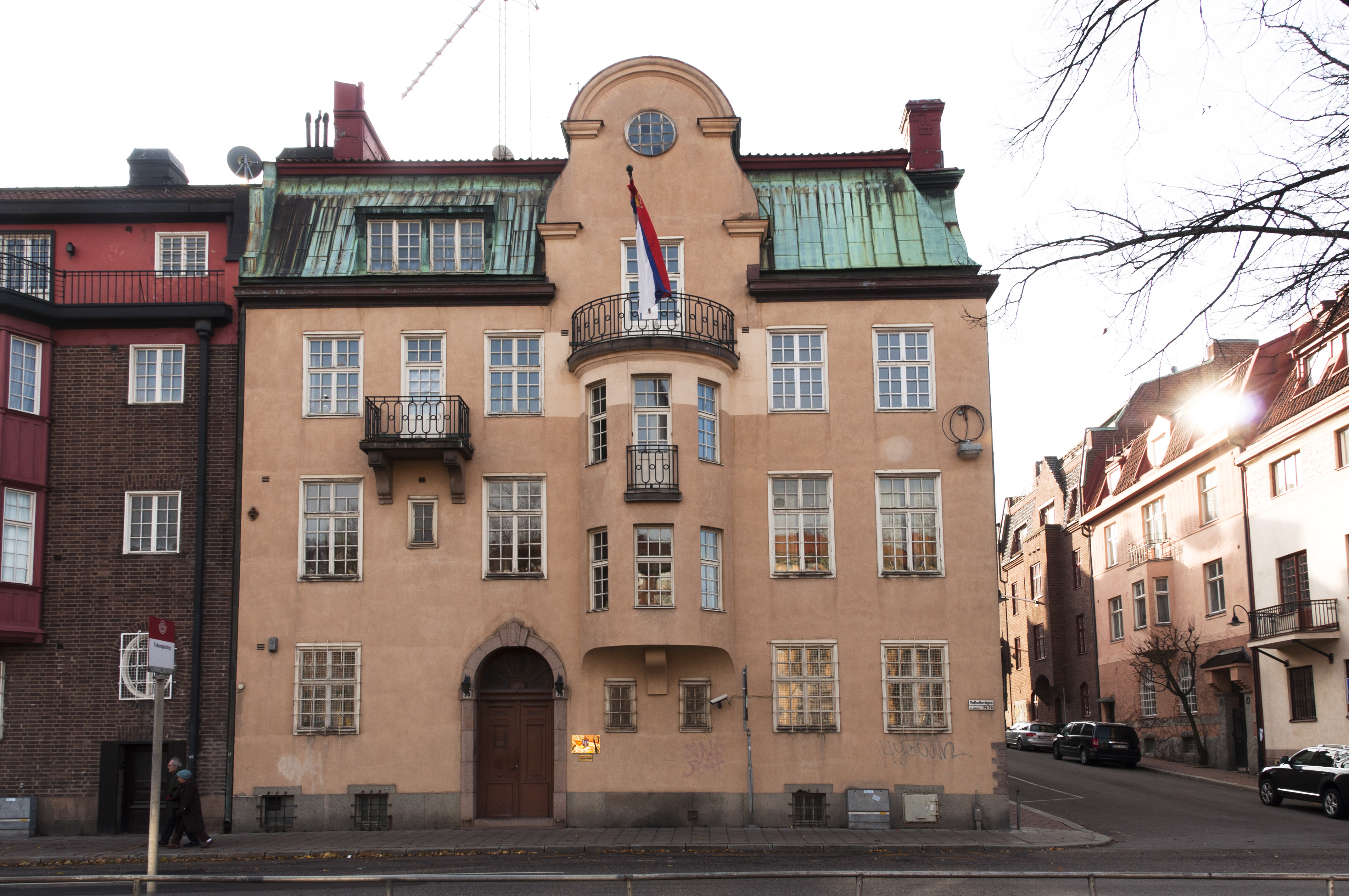
L'ambassade de Serbie à Stockholm.

Certains pays ne disposent pas d'un ambassadeur ou d'un consul résident mais relèvent de l'ambassade d'un autre pays ; ces pays sont indiqués entre parenthèses.
- Afrique du Sud - Goran Vujičić (Botswana, Lesotho, Malawi, Île Maurice, Mozambique, Namibie, Swaziland, Zimbabwe)[5]
- Albanie - Miroljub Zarić[6]
- Allemagne - Ivo Visković (ambassade de Serbie à Berlin)[7]
  - Consul général - Nebojša Košutić à Düsseldorf
  - Consul général - Aleksandra Đorđević à Francfort
  - Consul général - Momirka Marinković à Hambourg
  - Consul général - Pero Janković à Stuttgart
  - Consul - Nataša Rašević à Munich
- Algérie — Miroslav Šestović (Guinée, Guinée-Bissau, Mali)[8]
- Angola — Dragan Marković (République du Congo, Gabon, Guinée équatoriale)[9]
- Arabie saoudite - Miloš Marojević
- Argentine - Gordana Vidović (Paraguay, Pérou, Uruguay)[10]
- Australie - Chargé d'affaires Zoran Marinković (Fidji, Nouvelle-Zélande, Papouasie-Nouvelle-Guinée, Samoa, Tonga, Vanuatu)[11]
  - Consul général - Branko Radošević à Sydney
- Autriche - Chargé d'affaires Goran Bradić (ambassade de Serbie à Vienne)[12]
  - Consul général - Vladimir Novaković à Salzbourg
- Azerbaïdjan - Zoran Vajović[13]
- Bahreïn - Tatjana Garčević
- Biélorussie - Stojan Jevtić (ambassade de Serbie à Minsk)[14]
- Belgique - Vesna Arsić (Luxembourg)[15]
- Birmanie - Chargé d'affaires Nino Maljević (Laos)[16]
- Bosnie-Herzégovine - Gordana Božić[17]
  - Consul général - Vladimir Nikolić à Banja Luka
  - Consul - Dragiša Pantelić à Mostar
- Brésil - Ljubomir Milić (Bolivie, Colombie, Équateur, Guyana)[18]
- Bulgarie - Chargé d'affaires Vladimir Stamenović[19]
- Canada - Đorđe Čiklovan[20]
  - Consul général - Vladimir Pavlov à Toronto
- Chili - Mirjana Kotlajić
- Chine - Chargé d'affaires Tatjana Panajotović-Cvetković (Mongolie, Corée du Nord, Pakistan)[21]
  - Consul - Zorica Subotić à Shanghai
- Chypre - Savo Đurica[22]
- Corée du Sud Slobodan Marinković[23]
- Croatie - Stanimir Vukićević[24]
  - Consul général - Živorad Simić à Vukovar
  - Consul - Zoran V. Popović à Rijeka
- Cuba - Marina Perović-Petrović (République dominicaine, Haïti, Jamaïque)[25]
- Danemark - Vida Ognjenović[26]
- Égypte - Dragan Bisenić (Autorité palestinienne, Oman, Soudan)[27]
- Espagne - Danko Prokić (Andorre)[28]
- États-Unis - Vladimir Petrović  (Barbade, Bahamas, Grenade, Suriname, Trinité-et-Tobago)[29]
  - Consul général - Desko Nikitović à Chicago
  - Consul général - Mirjana Živković à New York
- Finlande - Slavko Kruljević (Estonie)[30]
- France - Chargé d'affaires Mirjana Nikolić (ambassade de Serbie en France) (Monaco)[31]
  - Consul - Božidar Jovanović à Strasbourg
- Ghana - Milutin Stanojevic[32]
- Grèce - Dragan Županjevac (Arménie)[33]
  - Consul général - Siniša Pavić à Thessalonique
- Hongrie - Rade Drobac (ambassade de Serbie à Budapest)[34]
- Inde - Jovan Mirilović (Afghanistan, Bangladesh, Bhoutan, Maldives, Népal, Sri Lanka)[35]
- Indonésie - Jovan Jovanović(Brunei, Cambodge, Timor oriental, Malaisie, Philippines, Singapour, Thaïlande, Viêt Nam)[36]
- Irak - Radisav Petrović[37]
- Iran - Aleksandar Tasić (Pakistan)[38]
- Israël - Zoran Basaraba[39]
- Italie - Ana Hrustanović (Malte, Saint-Marin)[40]
  - Consul général - Gordana Đuričić à Milan
  - Consul général - Zoran Đuričić à Trieste
- Japon - Bojana Adamović-Dragović[41]
- Kazakhstan - Vladimir Mirković[42]
- Kenya - Ivan Živković (Burundi, Rwanda, Ouganda)[43]
- Koweït - Mihailo Brkić (Émirats arabes unis, Qatar, Yémen)[44]
- Libye - Oliver Potežica (Tchad)[45]
- Macédoine du Nord - Chargé d'affaires Dušanka Divjak-Tomić[46]
- Maroc - Stanislav Stakić (Mauritanie, Sénégal)[47]
- Mexique - Tatjana Conić (Costa Rica, Salvador, Guatemala, Honduras, Nicaragua, Panama)[48]
- Monténégro - Zoran Lutovac[49]
  - Consul général - Marina Jovićević à Herceg Novi
- Nigeria - Rifat Rondić [50]
- Norvège - Milan Simurdić (ambassade de Serbie à Oslo) (Islande) [51]
- Pays-Bas - Čedomir Radojković[52]
- Pologne - Radojko Bogojević(Lituanie)[53]
- Portugal - Mirko Stefanović (Cap-Vert)[54]
- République démocratique du Congo - Radomir Živković[55]
- République tchèque - Maja Mitrović[56]
- Roumanie - Zoran S. Popović (Moldavie)[57]
  - Consul général - Lazar Manojlović à Timişoara
- Royaume-Uni - Dejan Popović (ambassade de Serbie à Londres) (Irlande)[58]
- Russie - Slavenko Terzić (ambassade de Russie à Moscou) (Kirghizistan, Tadjikistan, Turkménistan, Ouzbékistan)[59]
- Slovaquie - Radmila Hrustanović[60]
- Slovénie - Aleksandar Radovanović[61]
- Suède - Dušan Crnogorčević Lettonie)[62]
- Suisse - Milan Protić (Liechtenstein)[63]
  - Consul général - Vera Vukićević à Zurich
- Syrie - Jovan Vujasinović (Jordanie, Liban)
- Tunisie - Milica Čubrilo-Filipović[64]
- Turquie - Dušan Spasojević[65]
  - Consul - Vasilije Petković à Istanbul
- Ukraine - Andon Sapundži
- Vatican - Mirko Jelić[66]
- Venezuela - Katarina Andrić
- Zambie - Chargé d'affaires Đorđe Lukić[67]
- Zimbabwe - Radiša Grujić[68]

## Représentation auprès des organisations internationales
La liste qui suit est à jour à la date du 3 juillet 2013.
- Union européenne - Duško Lopandić à Bruxelles
- Conseil de l'Europe - Chargé d'affaires Vladan Lazović à Strasbourg
- Organisation du traité de l'Atlantique nord (OTAN) - Chargé d'affaires Kristina Milosavljević à Bruxelles
- Organisation pour la sécurité et la coopération en Europe (OSCE) - Vuk Žugić à Vienne
- - Organisation des Nations unies pour l'éducation, la science et la culture (UNESCO) - Zorica Tomić à Paris
- Organisation des Nations unies - Chargé de mission Milan Milanović à New York (également (Bénin, Burkina Faso, Cameroun, Gambie, République centrafricaine, Comores, Côte d'Ivoire, Libéria, Madagascar, Niger, Sao Tomé-et-Principe, Sierra Leone, Somalie, Togo)
- Organisation des Nations unies - Chargé de mission Miroslav Milošević à Genève

## Consuls honoraires
La liste qui suit est à jour à la date du 3 juillet 2013.
- Argentine
  - Vicente Gerardo Bozovich à Córdoba
  - Marta Cristina Capitanich à Presidencia Roque Sáenz Peña
  - Liliana Milovic à Martinez
- Arménie - Babken Simonyan à Erevan
- Autriche - Dieter H. M. Szolar à Graz
- Bangladesh - Syed Kader Iqbal à Dacca
- Belgique - Aleksandar Davidovic à Mortsel
- Bolivie - Zana Petkovic Kuljaca de Rodriguez à La Paz
- Brésil
  - Roberto Guimaraes Martins Costa à Rio de Janeiro
  - Édison Freitas de Siqueira à Porto Alegre
  - José Guilherme de Godoy Pinheiro à São Paulo
  - Edson Josée Ramon à Curitiba
- Canada - Peter Vladikovic à Vancouver
- Chili - Damir Solar à Santiago du Chili
- Chypre - Kypros V. Eliades à Larnaca
- Costa Rica - Stanko Trifunovic à San Joaquín de Flores
- Équateur - Dusan Draskovic à Guayaquil
- Espagne - Jose Maria Dominguez Silva à Las Palmas de Gran Canaria
- États-Unis
  - Jonathan Lawrence Winnik à Cheyenne
  - Steven H. Katich à Denver
  - Gregory Rusovich à La Nouvelle-Orléans
  - Alex Machaskee à Cleveland
- France - Robert-Louis Liris à Bellerive-sur-Allier
- Gabon - Momčilo Mombo Radunović à Libreville
- Grèce
  - Victor Ruchotas à Argostoli
  - Spyridon Mastoras à Corfou
- Guatemala - José Antonio Arzứ Irigoyen à Guatemala
- Guinée - Jean-Jacques Grenier à Conakry
- Honduras - José Jorge Villeda Toledo à Tegucigalpa
- Hongrie - Görög Tibor à Szeged
- Inde
  - C V Kartik Narayanan à Chennai
  - Taizun Patheria à Bombay
- Irlande - Živko Jakšić à Dublin
- Islande - Irena Kojić à Reykjavik
- Israël - Abraham Neeman à Tel Aviv
- Italie
  - Loreta Baggio à Trévise
  - Leandro Chiarelli  à Florence
  - Roberto Veraldi à Teramo
- Jamaïque - John Issa à Kingston
- Japon - Naohide Ueyama à Osaka
- Jordanie - Camille Hanna Elias Hanna à Amman
- Liban - Joseph Martinos à Beyrouth
- Macédoine du Nord - Siljan Micevski à Bitola
- Mali - Yaya Diakite à Bamako
- Malte - Gordon Pace Bonello à Mosta
- Maroc - Seddik Bargash à Casablanca
- Mexique - Pol Popovic à Monterrey
- Nicaragua - Juan Ignacio Castillo à Managua
- Nigeria
  - Domingo Alaba John Obende à Lagos
  - Farouk Adamu Aliyu à Nasarawa
- Ouganda - Jovan Latinčić à Kampala
- Pakistan - Tarik Rafi à Karachi
- Paraguay - Jorge Silvio Milos Giucich à Asuncion
- Philippines - Joaquin "Jack" Rodrigez à Makati
- Pologne - Ranko Tomović à Katowice
- Portugal - Simao Bernardo de Albuquerque Matos à Porto
- République dominicaine - Ramon de la Rocha à Saint-Domingue
- Salvador - Jose Luis Saca Melendez à San Salvador
- Seychelles - Miodrag Todorović à Victoria
- Sierra Leone - Adonis Abboud à Freetown
- Slovaquie - Eva Dekanovska à Košice
- Soudan - Ahmed Abdel Moneim Abdel Mouti Mohammed à Khartoum
- Sri Lanka - Udaya Nanayakara à Colombo
- Syrie - Elias Sargon à Alep
- Togo - Jean-Louis Henault à Lomé
- Turquie - Metin Akdurak à Izmir
- Uruguay - Daniel Klisich à Montevideo